# Circuit de l'Indre
Le Circuit de l'Indre est une ancienne course cycliste organisée de 1926 à 1982. Course d'une seule journée, elle fut disputée par étapes à quelques rares éditions (1939, 1940, 1943, 1946 et 1947). Généralement, l'arrivée était jugée à Châteauroux.

## Palmarès partiel
'
| Année | Vainqueur               | Deuxième            | Troisième         |
| ----- | ----------------------- | ------------------- | ----------------- |
| 1960  | Joseph Groussard        | Seamus Elliott      | Gilbert Scodeller |
| 1974  | Charles Rouxel          | Alain Nogues        | Roland Berland    |
| 1975  | Régis Delépine          | Bernard Bourreau    | Richard Pianaro   |
| 1976  | Jean-Louis Danguillaume | Patrick Béon        | Bernard Bourreau  |
| 1977  | Sean Kelly              | Eddy Merckx         | Willy Teirlinck   |
| 1978  | Jacques Bossis          | Antoine Gutierrez   | Gérard Simonnot   |
| 1979  | Bernard Hinault         | Pascal Simon        | Daniel Gisiger    |
| 1980  | Régis Delépine          | Ferdi Van Den Haute | Sven-Ake Nilsson  |
| 1982  | Pierre Le Bigaut        | Jean-Louis Gauthier | Éric Bonnet       |